# HD 65123
HD 65123，又名BD+01 1959，SAO 116165、HR 3098，是一颗恒星，视星等为6.35，位于銀經219.58，銀緯15.14，其B1900.0坐标为赤經7h 52m 7.4s，赤緯+1° 15.14′ 39″。